# Persian Music Channel
Persian Music Channel, abbreviato in PMC è un canale televisivo satellitare con sede a Dubai che trasmette in persiano. Appartiene alla Persian Media Corporation.
Lanciata nel 2003, inizialmente la sua sede era ad Amsterdam Questo canale è dedicato alla musica iraniana, e inoltre trasmette anche canzoni di successo arabe, turche e iraniane.